# Chiesa di San Pietro Apostolo (Varsi)
La chiesa di San Pietro Apostolo, nota anche come pieve di Varsi, è un luogo di culto cattolico dalle forme barocche e neoromaniche, situato accanto ai resti del castello in piazza Monumento 21 a Varsi, in provincia di Parma e diocesi di Piacenza-Bobbio; è sede di una parrocchia compresa nel vicariato della Val Taro e Val Ceno.

## Storia
La chiesa originaria fu innalzata al termine dell'attuale via della Pieve agli inizi dell'VIII secolo, se non già in un periodo antecedente, ma fu distrutta in un incendio intorno all'880. L'esistenza dell'antico edificio, già all'epoca intitolato a san Pietro Apostolo, è testimoniata da alcune delle 11 rarissime pergamene longobarde conservate a Varsi e da un rescritto dell'imperatore del Sacro Romano Impero Carlo il Grosso risalente all'883.
In seguito fu eretta una nuova pieve sul luogo della precedente, ove secondo la tradizione fu sepolta Ageltrude, moglie dell'imperatore Guido II di Spoleto.
Nel XIV secolo, in concomitanza con la ricostruzione del castello per mano degli Scotti, la diocesi di Piacenza decise l'edificazione di una chiesa più protetta all'interno delle mura di cinta del maniero; il tempio romanico fu consacrato il 14 dicembre del 1390 dal vescovo Alessandro Cabaliense, proveniente dalla Linguadoca.
Tra la fine del XVI e gli inizi del XVII secolo il luogo di culto fu completamente ricostruito in forme barocche, conservando dell'antica pieve soltanto una chiave d'arco decorata con un bassorilievo e un'iscrizione in caratteri gotici; l'edificio fu addossato alla torre angolare nord del castello, che fu adibita a campanile.
Agli inizi del XIX secolo, in conseguenza dell'editto di Saint Cloud, fu realizzato accanto alla chiesa un piccolo cimitero, oggi scomparso, con cappellina neoclassica.
Nel 1926 fu abbattuta la cappella cimiteriale e al suo posto fu innalzato il nuovo campanile neoromanico; nel 1932 la chiesa fu ampliata di una campata nel senso della lunghezza, demolendo la facciata barocca, che fu sostituita con l'attuale neoromanica; i lavori riguardarono anche gli interni, ove furono rivestite in marmo le lesene.

## Descrizione

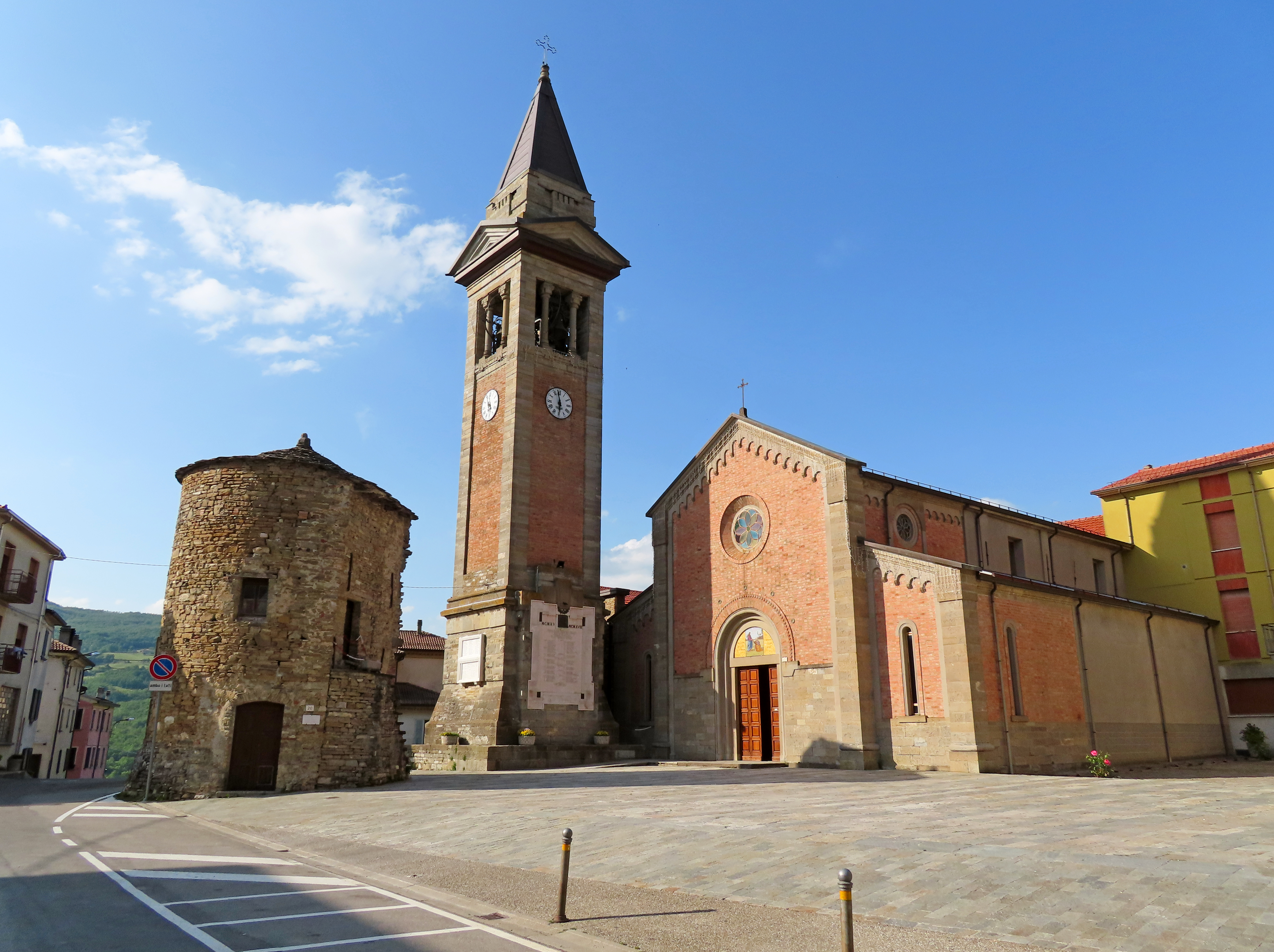
Facciata e lato sud-est

La chiesa si sviluppa su un impianto basilicale a tre navate affiancate da cappelle laterali; la zona absidale, addossata alla torre settentrionale del castello, sul lato destro è collegata con il corpo posteriore del maniero, modificato nel XX secolo; il campanile sorge isolato a ovest della facciata.
La simmetrica facciata a salienti, in stile neoromanico, è rivestita in laterizio, a eccezione dello zoccolo, delle quattro paraste e della fascia di coronamento ad archetti pensili in pietra; al centro è collocato all'interno di un'ampia arcata a tutto sesto il portale d'ingresso, sormontato da una lunetta dipinta con un affresco raffigurante San Pietro apostolo e il Cristo; più in alto si apre un rosone strombato con cornice in mattoni; in corrispondenza delle navate laterali sono posizionate due strette e alte monofore ad arco a tutto sesto.
Sulla sinistra della facciata, staccato dalla chiesa, si eleva il campanile neoromanico, oltre un alto basamento a scarpa rivestito in blocchi squadrati di pietra, che ospita su due lati le lapidi commemorative dei caduti delle guerre mondiali. La torre, rivestita in laterizio, è decorata con profonde lesene in pietra sugli spigoli e orologi su ogni lato; l'alta cella campanaria si apre sulle fronti con ampie forature scandite da coppie di colonnine coronate da capitelli; i prospetti sono chiusi da frontoni triangolari in aggetto; in sommità si staglia su un basamento in pietra una guglia piramidale in calcestruzzo.
I prospetti laterali sono caratterizzati nella prima campata dalle stesse finiture della facciata; nella parte alta, coronata da archetti pensili, è collocato su ogni lato un rosone delimitato da cornice in pietra, mentre nella parte bassa è posta una stretta monofora. Le campate successive, intonacate, presentano finestre rettangolari sulla navata centrale, mentre quelle laterali sono prive di aperture.
Il retro, rivestito in conci irregolari di pietra, si sviluppa in continuità col corpo posteriore del castello, che si conclude sullo spigolo settentrionale con la torre angolare cilindrica, utilizzata quale campanile fino al 1926; la zona absidale, internamente a pianta semicircolare, si affaccia in sommità con una piccola finestra rotonda.
All'interno la navata centrale, suddivisa in sei campate coperte da volte a botte in parte lunettate, è separata dalle laterali attraverso ampie arcate a tutto sesto in corrispondenza delle unghie e delle finestre che racchiudono, alternate ad aperture rettangolari nelle campate più corte; si ergono a sostegno delle arcate massicci pilastri a pianta rettangolare, decorati con lesene in marmo coronate da capitelli dorici e corinzi; più in alto corre lungo il perimetro un profondo cornicione in stucco.
Il soffitto è ornato al centro delle tre volte lunettate con grandi medaglioni affrescati, che raffigurano rispettivamente San Giuseppe operaio, Gesù che conferisce il primato a Pietro e la Beata Vergine col Bambino Gesù benedicente.
Il presbiterio absidato, leggermente rialzato, si apre sulla navata con un'ampia arcata a tutto sesto; la volta a botte e il catino absidale sono decorati con affreschi; le pareti, scandite da lesene coronate da capitelli corinzi, ospitano una serie di ovali rappresentanti San Luigi Gonzaga, Sant'Agostino e Santa Monica e gli oli raffiguranti Santa Filomena, un Evangelista, la Sacra Famiglia, la Madonna col Bambino che incorona santa Lucia e san Carlo Borromeo e la Madonna col Bambino e i santi Pietro e Paolo con angeli, dipinto da Pietro Melchiorre Ferrari nel 1770.
La navata destra accoglie nella prima campata un olio rappresentante il Battesimo di Gesù e, murata nella parete a poca distanza, la serraglia della chiesa trecentesca, decorata con un bassorilievo raffigurante una mano benedicente e l'iscrizione in caratteri gotici IACOBUS ARCHIPRESBITER FECIT FIERI HOC OPUS (L'arciprete Giacomo fece fare quest'opera), probabilmente in riferimento all'edificazione della nuova pieve nel XIV secolo.
Più avanti le due cappelle ospitano rispettivamente un confessionale e l'organo.
La navata sinistra è decorata in corrispondenza della prima campata con un grande mosaico raffigurante il Battesimo di Gesù con i discepoli ai lati; la cappella successiva accoglie un confessionale, mentre l'ultima, dedicata al Rosario, è decorata con stucchi seicenteschi e con due medaglioni affrescati rappresentanti Sant'Antonino e Santa Giustina; sull'altare è inoltre presente una statua in legno policromo raffigurante la Beata Vergine Assunta.
La sagrestia è coperta da una volta a vela, mentre l'ambiente adiacente, decorato con le tracce di un antico affresco rappresentante Cristo Salvatore, conserva le statue di San Luigi, San Giovanni Battista e San Pietro.